# Parque Lineal Portuario Rambla 25 de Agosto de 1825

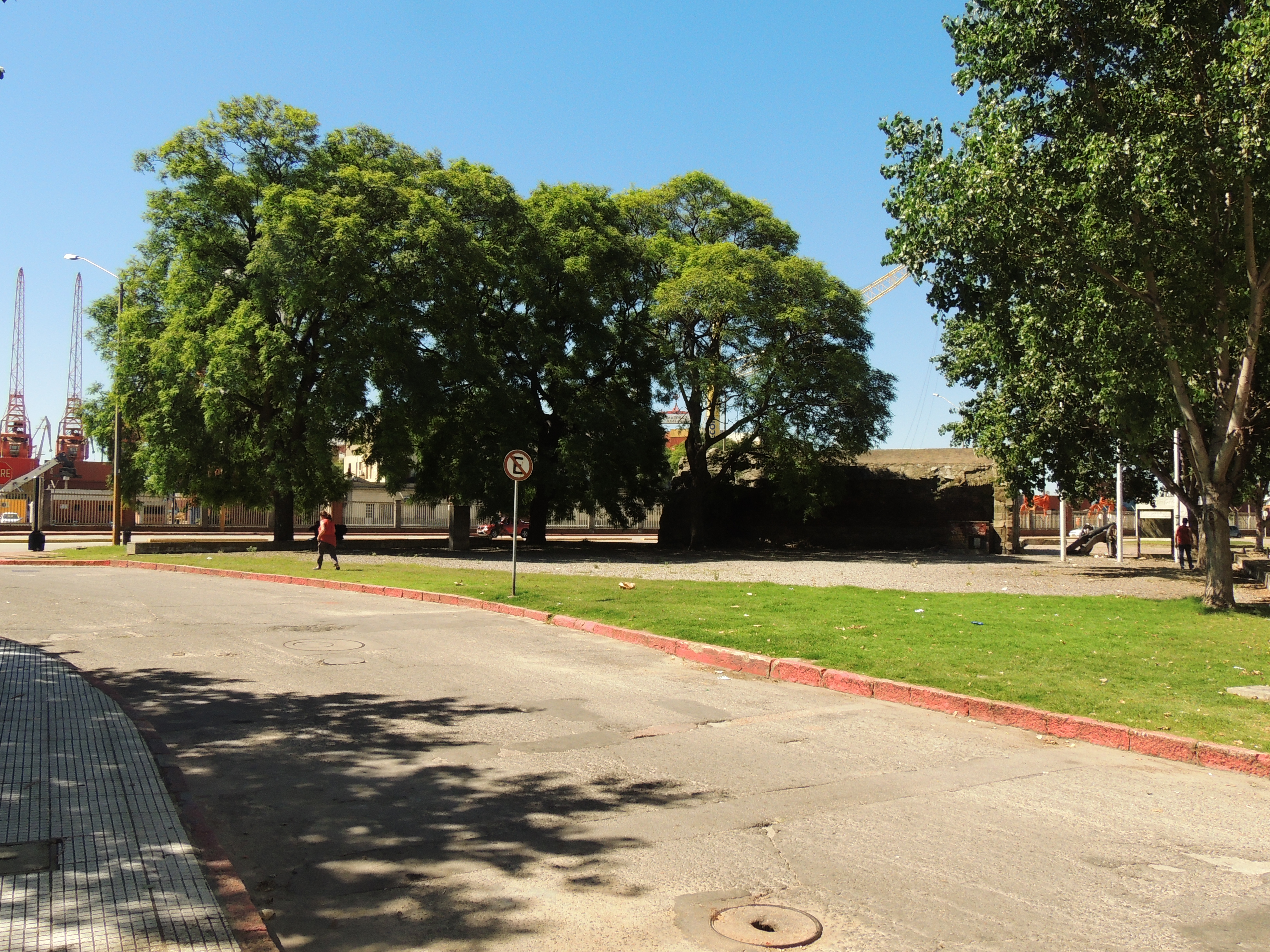
Parque Lineal in Montevideo

Der Parque Portuario, auch als Parque Lineal bzw. Parque Lineal Portuario Rambla 25 de Agosto de 1825 bezeichnet, ist ein Park in der uruguayischen Hauptstadt Montevideo.
Der Park, der eine Verlängerung der Plaza Manuel Herrera y Obes darstellt, befindet sich in der Ciudad Vieja entlang der Rambla 25 de Agosto de 1825 zwischen den Straßen Misiones und Juan Carlos Gómez nahe dem Hafen von Montevideo. Ein Wettbewerb zu seinem Entwurf fand im Jahr 2007 statt. Verantwortlich für die Stadtplanung im Zusammenhang mit seiner durch die Intendencia von Montevideo mit Unterstützung der Junta de Andalucía finanzierten Errichtung zeichneten die aus diesem Wettbewerb als Gewinner hervorgegangenen Architekten Alejandra Bruzzone, Marcelo Bednarik, Federico Mirabal und Ulises Torrado sowie die Archäologin Carina Erchini. Der Park wurde am 5. August 2008 durch den seinerzeitigen Intendente von Montevideo, Ricardo Ehrlich, eröffnet.